# Écozone néotropicale : plantes à graines par nom scientifique (O)
à compléter par ordre alphabétique

## Ob

### Obr
- Obregonia - fam. Cactacées (Cactus)
  - Obregonia denegrii

## Op

### Opu

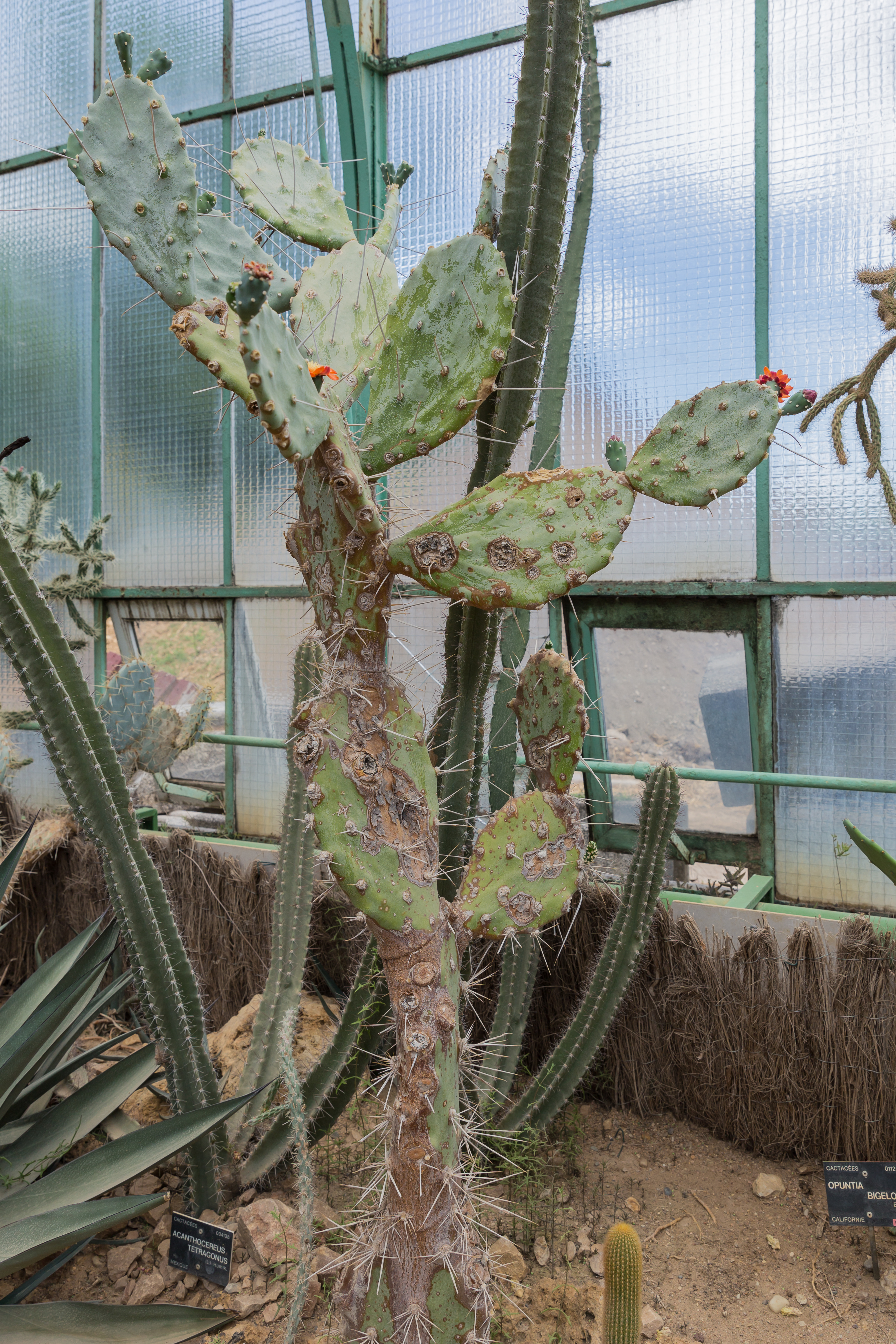
Opuntia quimilo au jardin botanique de Lyon, en France.

- Opuntia - fam. Cactacées (Cactus)
  - Opuntia acanthocarpa
  - Opuntia alexanderi
  - Opuntia aoracantha
  - Opuntia arbuscula
  - Opuntia arechavaletae
  - Opuntia articulata
  - Opuntia atrispina
  - Opuntia atrovirens
  - Opuntia auberi
  - Opuntia aurantiaca
  - Opuntia aurea
  - Opuntia aureispina
  - Opuntia azurea
  - Opuntia basilaris
  - Opuntia bensonii
  - Opuntia bigelovii
  - Opuntia boldinghii
  - Opuntia boliviana
  - Opuntia bradtiana
  - Opuntia brasiliensis
  - Opuntia bravoana
  - Opuntia brevispina
  - Opuntia bulbispina
  - Opuntia burrageana
  - Opuntia cantabrigiensis
  - Opuntia chaffeyi
  - Opuntia chichensis
  - Opuntia chlorotica
  - Opuntia cholla
  - Opuntia cineracea
  - Opuntia ciribe
  - Opuntia clavarioides
  - Opuntia clavata
  - Opuntia cochenillifera
  - Opuntia corrugata
  - Opuntia crassa
  - Opuntia curassavica
  - Opuntia curvospina
  - Opuntia cylindrica
  - Opuntia darwinii
  - Opuntia deamii
  - Opuntia decumbens
  - Opuntia dejecta
  - Opuntia depressa
  - Opuntia durangensis
  - Opuntia echinocarpa
  - Opuntia echios
  - Opuntia emoryi
  - Opuntia erinacea
  - Opuntia estevesii
  - Opuntia excelsa
  - Opuntia ficus-indica
  - Opuntia floccosa
  - Opuntia fragilis
  - Opuntia fulgida
  - Opuntia fuliginosa
  - Opuntia galapageia
  - Opuntia glaucescens
  - Opuntia glomerata
  - Opuntia grandis
  - Opuntia guilanchi
  - Opuntia helleri
  - Opuntia huajuapensis
  - Opuntia humifusa
  - Opuntia hyptiacantha
  - Opuntia imbricata
  - Opuntia inamoena
  - Opuntia insularis
  - Opuntia invicta
  - Opuntia jaliscana
  - Opuntia joconostle
  - Opuntia karwinskiana
  - Opuntia kelvinensis
  - Opuntia kleiniae
  - Opuntia kunzei
  - Opuntia lasiacantha
  - Opuntia leptocaulis
  - Opuntia leucotricha
  - Opuntia lindheimeri
  - Opuntia littoralis
  - Opuntia macrorhiza
  - Opuntia marenae
  - Opuntia megacantha
  - Opuntia megasperma
  - Opuntia microdasys
  - Opuntia miquelii
  - Opuntia moelleri
  - Opuntia molesta
  - Opuntia molinensis
  - Opuntia monacantha
  - Opuntia moniliformis
  - Opuntia munzii
  - Opuntia nejapensis
  - Opuntia neochrysacantha
  - Opuntia nigrispina
  - Opuntia oricola
  - Opuntia ovata
  - Opuntia pachypus
  - Opuntia pailana
  - Opuntia palmadora
  - Opuntia parishii
  - Opuntia parryi
  - Opuntia penicilligera
  - Opuntia pentlandii
  - Opuntia phaeacantha
  - Opuntia pilifera
  - Opuntia platyacantha
  - Opuntia polyacantha
  - Opuntia prolifera
  - Opuntia puberula
  - Opuntia pubescens
  - Opuntia pulchella
  - Opuntia pumila
  - Opuntia pusilla
  - Opuntia pycnacantha
  - Opuntia pyriformis
  - Opuntia pyrrhacantha
  - Opuntia quimilo
  - Opuntia quitensis
  - Opuntia rastrera
  - Opuntia reflexispina
  - Opuntia retrorsa
  - Opuntia rileyi
  - Opuntia robusta
  - Opuntia rosarica
  - Opuntia rosea
  - Opuntia rubescens
  - Opuntia rufida
  - Opuntia salmiana
  - Opuntia santamaria
  - Opuntia saxatilis
  - Opuntia scheeri
  - Opuntia schottii
  - Opuntia sphaerica
  - Opuntia spinosior
  - Opuntia spinosissima
  - Opuntia spinulifera
  - Opuntia spraguei
  - Opuntia stenopetala
  - Opuntia streptacantha
  - Opuntia stricta
  - Opuntia strigil
  - Opuntia subterranea
  - Opuntia subulata
  - Opuntia sulphurea
  - Opuntia tapona
  - Opuntia tesajo
  - Opuntia thurberi
  - Opuntia tomentosa
  - Opuntia triacantha
  - Opuntia tuna
  - Opuntia tunicata
  - Opuntia undulata
  - Opuntia velutina
  - Opuntia verschaffeltii
  - Opuntia versicolor
  - Opuntia vestita
  - Opuntia vilis
  - Opuntia weberi
  - Opuntia whipplei
  - Opuntia wigginsii
  - Opuntia wilcoxii

## Or

### Ore
- Oreocereus - fam. Cactacées (Cactus)
  - Oreocereus celsianus
  - Oreocereus doelzianus
  - Oreocereus hempelianus
  - Oreocereus pseudofossulatus
  - Oreocereus trollii
  - Oreocereus fossulatus

- Oreopanax
  - Oreopanax xalapensis

### Oro
- Oroya - fam. Cactacées (Cactus)
  - Oroya peruviana

### Ort
- Ortegocactus - fam. Cactacées (Cactus)
  - Ortegocactus macdougallii